# Гискар
Гискар (фр. Guiscard) — коммуна на севере Франции, регион О-де-Франс, департамент Уаза, округ Компьень, кантон Нуайон. Расположена в 65 км к юго-востоку от Амьена и в 32 км к северо-востоку от Компьеня.
Население (2018) — 1 804 человека.

## Достопримечательности
- Церковь Святого Квентина

## Экономика
Уровень безработицы (2017) — 17,8 % (Франция в целом — 13,4 %, департамент Уаза — 13,8 %). 

Среднегодовой доход на 1 человека, евро (2018) — 18 990 (Франция в целом — 21 730, департамент Уаза — 22 150).

## Демография
Динамика численности населения, чел.

## Администрация
Пост мэра Гискара с 2010 года занимает член Радикальной левой партии Тибо Делаван (Thibault Delavenne). На муниципальных выборах 2020 года возглавляемый им список был единственным.
| Период | Период | Фамилия       | Партия                   | Примечания                                                                          |
| ------ | ------ | ------------- | ------------------------ | ----------------------------------------------------------------------------------- |
| 1989   | 2010   | Жан-Луи Коксе | Социалистическая партия  | директор колледжа, член Генерального совета департамента                            |
| 2010   |        | Тибо Делаван  | Радикальная левая партия | работник фабрики компании Yves Saint Laurent, член Генерального совета департамента |